# NGC 1771
NGC 1771 (również PGC 16472) – galaktyka spiralna (Sc), znajdująca się w gwiazdozbiorze Złotej Ryby. Odkrył ją John Herschel 25 grudnia 1837 roku.